# Charles-Louis de Schleswig-Holstein-Sonderbourg-Beck
 Charles-Louis de Schleswig-Holstein-Sonderbourg-Beck (né le 18 septembre 1690 - et décédé le 22 septembre 1774 à Königsberg) est un Lieutenant-Général prussien et un gouverneur de Reval.

## Biographie
Charles-Louis est un fils de Frédéric-Louis de Schleswig-Holstein-Sonderbourg-Beck († 1728) et de son épouse Louise-Charlotte de Schleswig-Holstein-Sonderbourg-Augustenbourg (1658–1740). En 1757 il devient duc titulaire de Schleswig-Holstein-Sonderbourg-Beck après la mort au combat sans héritier de son neveu Frédéric-Guillaume III de Schleswig-Holstein-Sonderbourg-Beck lors de la bataille de Prague. 
En 1730, il épouse Anna Karolina Orzelska (1707-1769), une fille naturelle de l'électeur de Saxe, roi Auguste II de Pologne et de sa maitresse française, Henriette Rénard-Duval. Ils divorcent trois ans plus tard. Leur seul enfant: Charles-Frédéric (né le 5 janvier 1732 à Dresde – 21 février 1772 à Strasbourg), ne se marie pas. Dans ce contexte il a comme successeur son frère Pierre-Auguste de Schleswig-Holstein-Sonderbourg-Beck. En 1763 il est nommé Feldmarschall par le tsar Pierre III de Russie. 